# 대한민국 형사소송법 제170조
대한민국 형사소송법 제170조는 선서에 대한 형사소송법의 조문이다.

## 조문
제170조(선서) ① 감정인에게는 감정 전에 선서하게 하여야 한다.
②선서는 선서서에 의하여야 한다.
③선서서에는 「양심에 따라 성실히 감정하고 만일 거짓이 있으면 허위감정의 벌을 받기로 맹서합니다」라고 기재하여야 한다.
④제157조제3항, 제4항과 제158조의 규정은 감정인의 선서에 준용한다.

第170條(宣誓) ① 鑑定人에게는 鑑定 前에 宣誓하게 하여야 한다.
②宣誓는 宣誓書에 依하여야 한다.
③宣誓書에는 「양심에 따라 성실히 감정하고 만일 거짓이 있으면 허위감정의 벌을 받기로 맹서합니다」라고 記載하여야 한다.
④第157條第3項, 第4項과 第158條의 規定은 鑑定人의 宣誓에 準用한다.

## 참고 문헌
- 손동권 신이철, 새로운 형사소송법(초판, 2013), 세창, 2013. ISBN 9788984114081